# Frank Lobos
Frank Ronald Lobos Acuña (Santiago del Cile, 25 settembre 1976) è un ex calciatore cileno, di ruolo centrocampista.